# Kup maršala Tita 1959./60.
Kup maršala Tita 1959./60., također poznat kao Kup Jugoslavije u nogometu 1959./60., bila je trinaesta sezona Kupa Jugoslavije u nogometu nakon Drugog svjetskog rata.

U kvalifikacijama koje su provodili republički savezi sudjelovalo je 1896 ekipa; 32 ekipe došle su do stvarnog kupa (pod upravom FSJ), koji se igrao od 1. prosinca 1959. do 26. svibnja 1960.
Trofej je osvojio zagrebački Dinamo koji je u finalu svladao Partizan. Zagrepčanima je to bio drugi naslov u ovom natjecanju.
U sezoni 1960./61. počinje novo europsko nogometno natjecanje Kup pobjednika kupova u kojem će sudjelovati pobjednici nacionalnih kupova. Prvi predstavnik Jugoslavije u ovom natjecanju bio je pobjednik Kupa Jugoslavije 1959./60., zagrebački Dinamo.

## Turnir
Ovogodišnje natjecanje počelo je iznenađenjima već u osmini finala. Ždrijeb je htio da se višestruki pobjednik Crvena zvezda i Partizan sastanu već u prvom kolu završnog dijela.

U regularnom tijeku utakmice, pa i nakon produžetaka rezultat je ostao izjednačen. Partizan se boljim izvođenjem kaznenih udaraca plasirao u daljnji susret.

Ispadanje Crvene zvezde u prvom kolu završnog dijela nije bilo jedino iznenađenje. Nakon borbe u osmini finala ostalo je samo 7 prvoligaša (od 12) i 9 drugoligaša.

Većina favorita se izborila. Dinamo je zadnjim naporima izvukao pobjedu nad domaćim autsajderom, OFK Beograd je tijesno eliminirao drugoligaša Lokomotivu, a Partizan je teškom mukom svladao Spartak u Subotici.

Velež iz Mostara ostvario je veliki uspjeh ulaskom u polufinale, zajedno s Partizanom, Dinamom i Hajdukom.

U polufinalnim susretima Dinamo u Zagrebu i Partizan u Mostaru izborili su plasman u finale.

Partizan je smatran favoritom, ali je Dinamo osvojio trofej. Za pobjednike su odlično igrali Dražen Jerković, Čonč, Lipošinović, dok je Partizan podbacio u svim linijama.

## Sudionici
Broj sudionika Kupa dostigao je 1896 ekipa. U završnicu su se plasirala ova 32 kluba:
| rang    | Slovenija        | Hrvatska                                                           | Bosna i Hercegovina                       | Srbija                                                 | Srbija                                                      | Srbija | Crna Gora   | Makedonija        |
| rang    | Slovenija        | Hrvatska                                                           | Bosna i Hercegovina                       | Vojvodina                                              | Središnja Srbija                                            | Kosovo | Crna Gora   | Makedonija        |
| ------- | ---------------- | ------------------------------------------------------------------ | ----------------------------------------- | ------------------------------------------------------ | ----------------------------------------------------------- | ------ | ----------- | ----------------- |
| 1. rang |                  | - Dinamo Zagreb - Hajduk Split - Rijeka                            | - Sarajevo - Sloboda Tuzla - Velež Mostar | - Vojvodina                                            | - OFK Beograd - Crvena zvezda - Partizan - Radnički Beograd |        | - Budućnost |                   |
| 2. rang |                  | - Elektrostroj - Lokomotiva - Proleter Osijek - Split - Trešnjevka | - Borac Banja Luka - Željezničar          | - Novi Sad - Radnički Sombor - Spartak Subotica - Srem | - Napredak Kruševac - Radnički Kragujevac - Radnički Niš    |        | - Sutjeska  | - Pobeda - Vardar |
| 3. rang | - Branik Maribor | - Sloga Vukovar                                                    | - Bosna Visoko                            |                                                        |                                                             |        |             |                   |

## Šesnaestina završnice
Utakmice odigrane 1. prosinca 1959. godine.
| Domaći sastav              |   | Gostujući sastav       | Rezultat               |
| -------------------------- | - | ---------------------- | ---------------------- |
| Željezničar (Sarajevo)     | – | Proleter (Osijek)      | 1:0                    |
| Spartak (Subotica)         | – | NK Rijeka (Rijeka)     | 5:1                    |
| RFK Novi Sad (Novi Sad)    | – | Radnički (Sombor)      | 2:0                    |
| Radnički (Beograd)         | – | Budućnost (Titograd)   | 1:1 (prod.) (3:4 pen.) |
| Napredak (Kruševac)        | – | Radnički (Kragujevac)  | 0:2                    |
| Branik (Maribor)           | – | Vojvodina (Novi Sad)   | 0:3                    |
| Crvena zvezda (Beograd)    | – | Partizan (Beograd)     | 2:2 (prod.) (5:6 pen.) |
| Borac (Banja Luka)         | – | Hajduk (Split)         | 0:2                    |
| Srem (Srijemska Mitrovica) | – | Dinamo (Zagreb)        | 1:2 (prod.)            |
| Pobeda (Prilep)            | – | Velež (Mostar)         | 0:1                    |
| Radnički (Niš)             | – | FK Sarajevo (Sarajevo) | 3:1                    |
| Trešnjevka (Zagreb)        | – | Sloboda (Tuzla)        | 2:1                    |
| Elektrostroj (Zagreb)      | – | NK Split (Split)       | 4:0                    |
| Sloga (Vukovar)            | – | Lokomotiva (Zagreb)    | 2:6                    |
| Sutjeska (Nikšić)          | – | Vardar (Skoplje)       | 2:0                    |
| Bosna (Visoko)             | – | OFK Beograd (Beograd)  | 0:3                    |

## Osmina završnice
Utakmice odigrane 13. prosinca 1959. godine.
| Domaći sastav         |   | Gostujući sastav        | Rezultat    |
| --------------------- | - | ----------------------- | ----------- |
| Velež (Mostar)        | – | Radnički (Kragujevac)   | 8:1         |
| OFK Beograd (Beograd) | – | Lokomotiva (Zagreb)     | 1:0         |
| Spartak (Subotica)    | – | Partizan (Beograd)      | 3:4 (prod.) |
| Budućnost (Titograd)  | – | Željezničar (Sarajevo)  | 0:1         |
| Dinamo (Zagreb)       | – | Trešnjevka (Zagreb)     | 3:2 (prod.) |
| Vojvodina (Novi Sad)  | – | Radnički (Niš)          | 7:2         |
| Hajduk (Split)        | – | RFK Novi Sad (Novi Sad) | 4:2         |
| Elektrostroj (Zagreb) | – | Sutjeska (Nikšić)       | 4:1         |

## Četvrtzavršnica
Utakmice odigrane 28. prosinca 1959. godine.
| Domaći sastav      |   | Gostujući sastav       | Rezultat | Napomene                   |
| ------------------ | - | ---------------------- | -------- | -------------------------- |
| Velež (Mostar)     | – | OFK Beograd (Beograd)  | 1:0      | rezultat bi mogao biti 2:0 |
| Partizan (Beograd) | – | Željezničar (Sarajevo) | 2:1      |                            |
| Dinamo (Zagreb)    | – | Vojvodina (Novi Sad)   | 2:1      |                            |
| Hajduk (Split)     | – | Elektrostroj (Zagreb)  | 2:1      |                            |

## Poluzavršnica
Utakmice odigrane 6. ožujka 1960. godine.
| Domaći sastav   |   | Gostujući sastav   | Rezultat |
| --------------- | - | ------------------ | -------- |
| Velež (Mostar)  | – | Partizan (Beograd) | 2:3      |
| Dinamo (Zagreb) | – | Hajduk (Split)     | 2:1      |

## Završnica

### Susret
| 26. svibnja 1960.                |             |                              |                                                                                 |
| Dinamo Zagreb                    | 3:2         | Partizan                     | Stadion JNA, Beograd Broj gledatelja: 40.000 Sudac: Fahrudin Taslidžić (Osijek) |
| Jerković 14' 53' Lipošinović 49' | (izvještaj) | 9' Kaloperović 73' Kovačević | Stadion JNA, Beograd Broj gledatelja: 40.000 Sudac: Fahrudin Taslidžić (Osijek) |

| Dinamo Zagreb | Partizan |

| DINAMO ZAGREB:   |  |                     |  |
|                  |  |                     |  |
| G                |  | Mirko Stojanović    |  |
| B                |  | Josip Šikić         |  |
| B                |  | Franjo Gašpert      |  |
| B                |  | Tomislav Crnković   |  |
| V                |  | Vladimir Čonč       |  |
| V                |  | Željko Perušić      |  |
| V                |  | Luka Lipošinović    |  |
| V                |  | Dragoljub Blažić    |  |
| N                |  | Dražan Jerković     |  |
| N                |  | Željko Matuš        |  |
| N                |  | Nedeljko Dugandžija |  |
| Trener:          |  |                     |  |
| Milan Antolković |  |                     |  |

| PARTIZAN:   |  |                      |  |
|             |  |                      |  |
| G           |  | Milutin Šoškić       |  |
| B           |  | Velimir Sombolac     |  |
| B           |  | Fahrudin Jusufi      |  |
| B           |  | Velibor Vasović      |  |
| B           |  | Božidar Pajević      |  |
| V           |  | Ilija Mitić          |  |
| V           |  | Zvezdan Čebinac      |  |
| V           |  | Tomislav Kaloperović |  |
| N           |  | Vladica Kovačević    |  |
| N           |  | Milan Galić          |  |
| N           |  | Branislav Mihajlović |  |
| Trener:     |  |                      |  |
| Illés Spitz |  |                      |  |

## Poveznice
- Prva savezna liga 1959./60.
- Druga savezna liga 1959./60.
- 3. ligaški rang 1959./60.

## Vanjske poveznice
- RSSSF
- Jugoslavija - Detalji finala Kupa 1947.-2001
- exyufudbal.in.rs
- lavkup.com
- bihsoccer.com